# トーレンス・クリーク駅
トーレンス・クリーク駅（英語: Torrens Creek railway station）はオーストラリアクイーンズランド州トーレンス・クリーク フリンダース・ハイウェイにあるクイーンズランド鉄道マウント・アイザ線の駅。

## 利用可能な鉄道路線／列車
クイーンズランド鉄道トラベルトレインの停車する列車は下記の通り。また、事前の予約があった時のみ停車。
タウンズビルとマウント・アイザ間の夜行長距離列車ジ・インランダー号 …タウンズビル方面 金・月、 マウント・アイザ方面 水・土 停車 